# Горячев, Валерий Сергеевич
Валерий Сергеевич Горя́чев (род. 6 августа 1952, Каунас, Литовская ССР, СССР) — депутат Государственной Думы Федерального Собрания РФ первого созыва (1993—1995), входил во фракцию «Яблоко», был членом Комитета по законодательству и судебно-правовой реформе. Руководитель Центрального аппарата партии «Яблоко», адвокат Московской коллегии «Адвокатское партнёрство».

## Биография
Родился в 1952 году в Каунасе в семье военнослужащего. Русский.
Окончил Саратовский юридический институт и с 1976 года работал в Пензенской областной коллегии адвокатов. В 1981 году был назначен заведующим центральной областной юридической консультацией в Пензе. В 1986 году был избран заместителем председателя президиума Пензенской областной коллегии адвокатов. С 1992 года — адвокат Пензенской областной коллегии адвокатов.
Депутат Госдумы 1 созыва (1993—1995)
Осенью 1993 года 41-летний Валерий Горячев, известный в Пензенской области адвокат, стал кандидатом в депутаты на выборах в Государственную думу 1 созыва от избирательного блока — «Явлинский — Болдырев — Лукин». На состоявшихся 12 декабря 1993 года выборах избран депутатом Государственной думы первого созыва (избирательный округ № 135, Пензенская область). Возглавляемый Григорием Явлинским блок, практически сразу получивший название «Яблоко», сформировал в Госдуме фракцию. Горячев входил во фракцию «Яблоко», был членом комитета по законодательству и судебно-правовой реформе.
В январе 1994 года блок преобразовался в общественно-политическое объединение «Яблоко», началось формирование региональных отделений. В декабре 1994 года депутат Горячев возглавил пензенское отделение «Яблока». В июне 1995 года оно было официально зарегистрировано.
Руководитель аппарата фракции «Яблоко» (1995—2003)
С 1995 по 2003 год — руководитель аппарата фракции «Яблоко» в Государственной думе.
Осенью 1999 года Валерий Горячев — кандидат в депутаты на выборах в Государственную думу 3 созыва в Железнодорожном избирательном округе № 135 (Пензенская область). На состоявшихся 19 декабря 1999 года выборах получил 7,74 % голосов и занял третье место. Большинством голосов был избран Игорь Руденский (ЛДПР /избирательный блок Отечество — Вся Россия).
С 2004 — адвокат Московской коллегии адвокатов «Адвокатское партнёрство».
Член Мосгоризбиркома (2007—2011)
С июня 2007 года по июнь 2011 года — член московской городской избирательной комиссии от партии «Яблоко» с правом решающего голоса.
С 2008 года руководитель центрального аппарата партии «Яблоко».
Осенью 2011 года зарегистрирован кандидатом в депутаты на выборах в Государственную думу 6 созыва в составе списка партии «Яблоко» (все 450 депутатов избирались по партийным спискам), региональная группа 69, город Москва — Кунцевская, Тушинская. На состоявшихся 4 декабря 2011 года выборах партия «Яблоко» набрала 3,43 % голосов и не прошла в Государственную думу.
В июле 2016 года зарегистрирован кандидатом в депутаты на выборах в Государственную думу 7 созыва в составе списка партии «Яблоко» (по партийным спискам избирались 225 депутатов), первый номер в региональной группе № 46, Московская область. На состоявшихся 18 сентября 2016 года выборах список партии «Яблоко» получил 1,99 % голосов, ни один кандидат не был избран.